# Faithia Balogun
Faithia Williams (nacida el 5 de febrero de 1969) es una actriz, cineasta, productora y directora nigeriana.

## Biografía
Faithia, descendiente del estado del Delta, nació en Ikeja en febrero de 1969. Asistió a la escuela primaria de Maryland y a la secundaria integral de Maryland en el estado de Lagos, donde obtuvo el certificado escolar de África occidental antes de continuar con la escuela politécnica estatal de Kwara, donde recibió su diploma.

## Carrera
Ha protagonizado, producido y dirigido películas nigerianas. En 2008, ganó el Premio de la Academia de Cine Africano a la Actriz Indígena Más Destacada, mientras su película Iranse Aje obtuvo el premio como mejor película indígena del año. En abril de 2014, ganó el Premio de la Academia de Cine de África, como mejor actriz del año junto con Odunlade Adekola, elegido mejor actor del año. También ganó el premio a la Mejor Lengua Indígena: Yoruba por el trabajo realizado en la película Iya Alalake en los premios AMVCA.

## Vida personal
Estuvo casada con el veterano actor de nollywood, Saheed Balogun, con quien tiene dos hijos. También tiene un hijo de una relación anterior.

## Filmografía
- Farayola (2009)
- Aje metta (2008)
- Aje metta 2 (2008)
- Awawu (2015)[10]
- Teni Teka (2015)[11]
- Omo Ale (2015)
- Agbelebu Mi (2016)
- Basira Badia (2016)
- Adakeja (2016)
- Eku Eda (2016)
- MY WOMAN (2018)